# Maria Zofia Onufrowicz-Płoska
Maria Zofia Onufrowicz-Płoska (ps. „Stryjenka”, „Maria Herting”, ur. 15 marca 1862 w Kalinkowiczach, zm. 2 września 1922 w Krakowie) – polska działaczka ruchu socjalistycznego, współtwórczyni I Proletariatu, żona Edmunda Płoskiego.

## Życiorys
Urodziła się w Kalinkowiczach w guberni mińskiej w kresowej rodzinie szlacheckiej, jako córka Eliasza i Karoliny z domu Herting. Jej braćmi byli Bolesław (1860–1913) i Adam (1856–1914) i Cezar (1864–1929). Rodzina Onufrowiczów należała do zubożałej szlachty; po powstaniu styczniowym sprzedała niewielki folwark i od lat 70. XIX wieku mieszkała w Kijowie. Eliasz i Karolina Onufrowiczowie prowadzili hotel przy ulicy Wasylkiwskiej.
Maria ukończyła gimnazjum w Kijowie, po czym udała się do Petersburga, gdzie jej siostra studiowała medycynę na kursach żeńskich przy Wojskowej Akademii Medyko-Chirurgicznej. Nie dostała się na te studia, więc od 1879 uczęszczała na kursy felczerskie. Część źródeł błędnie podaje, że studiowała na Uniwersytecie Petersburskim. W Petersburgu poznała członków Narodnej Woli i polskich organizacji socjalistycznych. Jej przyjaciółka Witolda Karpowiczówna wprowadziła ją do organizacji „Ognisko”. Tam poznała przyszłego męża, Edmunda Płoskiego.
W 1882 razem z Edmundem Płoskim wyjechała do Warszawy. Mieszkała jako sublokatorka w mieszkaniu telegrafistki Adelajdy Szwarc przy Złotej 6, razem z Karpowiczówną. 3 lipca 1883 roku wzięła ślub z Płoskim; świadkami byli Aleksander Dębski i Bronisław Białobłocki. Niedługo później Płoski został aresztowany; Maria wyjechała wtedy do Krakowa, gdzie kontynuowała działalność rewolucyjną (spotykała się z sympatykami partii, starała się o fałszywe paszporty, organizowała zbiórki pieniędzy). Opisywana jako „brunetka o czarnych oczach, wysmukła, twarz inteligentna (...) zawsze skupiona, poważna”. 
19 grudnia 1883 została aresztowana w mieszkaniu przy Jagiellońskiej 12. Znalazła się w grupie aresztowanych działaczy razem z Józefem Eibenschützem, Edmundem Kolbuszewskim, Karolem Medweckim, Stanisławem Polankiem, Józefem Gostyńskim i Marianem Piechowskim. 20 grudnia 1883 rozpoczął się proces Onufrowicz-Płoskiej i reszty rewolucjonistów; 31 marca 1884 roku ogłoszono wyrok. Onufrowiczowa została skazana na 4 miesiące więzienia i wydalenie poza granice Austro-Węgier; przekazano ją władzom carskim. Członkowie Proletariatu krakowskiego po ogłoszeniu wyroku przeprowadzili nieudany zamach na komisarza policji Jana Kostrzewskiego – praktykant brązowniczy Bolesław Malankiewicz usiłował wrzucić do biura komisarza żelazną petardę z ośmioma kilogramami prochu.
Skazana 29 lipca 1885 na 4 lata zesłania, uzyskała pozwolenie na towarzyszenie podczas zesłania mężowi. Oboje trafili na Sachalin. W 1897 w Aleksandrowsku Sachalińskim urodziła syna Witolda. 
Od 1897 roku mieszkali w Błagowieszczańsku, w 1906 roku opuścili Sachalin i uciekli do Japonii. Stamtąd przez Triest wrócili do Polski. Podczas I wojny światowej działała w Lidze Kobiet Galicji i Śląska. Zmarła w 1922 roku w Krakowie na chorobę serca, pochowana jest na cmentarzu Rakowickim w Krakowie (kwatera XIV a). Wspomnienia pośmiertne ukazały się na łamach „Naprzód” i „Robotnika”.
W filmie Wandy Jakubowskiej Biały mazur (1978) Marię Onufrowicz-Płoską zagrała Katarzyna Skolimowska.